# 久保田芳太郎
久保田芳太郎（くぼた よしたろう、1927年8月26日-　）は、日本近代文学研究者、東横学園女子短期大学名誉教授。

## 略歴
静岡県生まれ。1952年早稲田大学文学部国文科卒、54年同大学院修士課程修了、1970年都留文科大学講師、73年早稲田大学講師、1975年東横学園短期大学教授。1998年定年退任、名誉教授。

## 著書
- 『戯作と無頼 現代文学私観』現代思潮社 1969
- 『漱石 その志向するもの』三弥井書店 1994
- 『教師、わが終焉の歌』文芸社 1998

### 共編著
- 『夏目漱石 作品論』内田道雄共編 双文社出版 1976
- 『無頼文学辞典』伴悦,島田昭男,矢島道弘共編 東京堂出版 1980
- 『芥川龍之介研究』菊地弘,関口安義共編著 明治書院 1981
- 『坂口安吾研究講座』全3巻 矢島道弘共編 三弥井書店 三弥井選書 1984－87
- 『芥川竜之介事典』菊地弘, 関口安義共編著 明治書院 1985